# Shō Ei
Shō Ei (尚永 (Thượng Vĩnh)  1559 - 1588) là vị vua thứ sáu của nhà Shō II tại vương quốc Lưu Cầu. Ông là nhị vương tử của vua Shō Gen và tại vị từ năm 1573 đến 1588. Ông có thần hiệu là Anh Tổ Nhân Da Thiêm Án Ti Thiêm và được phong A Ứng Lý Ốc Huệ Vương tử. Năm 1572, Shō Gen qua đời, nhân việc vương tử trưởng là Shō Kōhaku không phải là do chính phi sinh ra, quần thần đã ủng hộ thứ tử là Shō Ei lên ngôi. Năm 1579, nhà Minh sai sứ thần sang phong vương cho Shō Ei.
Ngày 25 tháng 11 năm 1588, Shō Ei qua đời, do không có con trai, triều thần đã tôn người con rể trưởng, Tiểu Lộc ngự điện là Shō Nei, cũng là hậu duệ của vị vua thứ ba của nhà Shō II là Shō Shin, lên làm vua.